# Награда Јелена Шантић
Награда Јелена Шантић је признање установљено ради унапређивања уметничких и активистичких остварења која носе поруку мира и толеранције. Признање носи име Јелене Шантић, српске балерине и мировне активисткиње. Награда је установљена 2006. и додељује се сваке друге године.

## Добитници
- 2006 — Небојша Брадић и Аја Јунг — оснивачи Београдског фестивала игре[1]
- 2008 — Филмски фестивал „Слободна зона” (Културни центар Рекс)[2]
- 2010 — Књижевни фестивал „На пола пута”[3]
- 2012 — Центар за позоришна истраживања „Дах театар”[4]
- 2014 — Удружење за развој културе „Електрика”[5]
- 2016 — АпсАрт; Зое Гудовић; Тим8[6]
- 2018 — Маријана Цветковић; Галерија „Рефлектор”; Татјана Николић[7]
- 2020 — Самообразовни универзитет „Светозар Марковић”; Вишња Кисић; Ивана Леко и Јелена Јаћимовић; организација „Заборављена деца рата”[8]
- 2022 — Арт апарат; Христина Цветинчанин Кнежевић; Сеоски културни центар Марковац; организација „Speak Up”[9]